# プリンプリン物語
『プリンプリン物語』（プリンプリンものがたり）は、石山透作による、1979年4月2日から1982年3月19日までNHK総合テレビジョンで放送された人形劇。主人公の少女プリンプリンが、まだ見ぬ故郷を探し求めて仲間たちと旅をする、ミュージカル仕立ての物語である。全656回。

## 物語の特徴

### 物語全体の構成について
主人公である15歳の少女プリンプリンが、見知らぬ自分の祖国と両親を探して、仲間たちとさまざまな国や世界を旅する物語である。プリンプリンは赤ん坊の時に、なんらかの事情で箱舟で海に流され、拾われた漁師に育てられたどこかの国のプリンセスであると設定されており、いわゆる貴種流離譚形式の物語である。
初期のエピソードで、「ラセツの女王」が登場しプリンプリンを「シーター」と呼んだこと、怪人「ランカー」の名前、キャラクターの衣装素材とデザイン、などから古代インドの叙事詩『ラーマーヤナ』をモチーフにしていることが窺える。また、プリンプリンを中心にボンボン、オサゲ、カセイジンといった主要キャラクターたちの造形とパーティの構成から、『西遊記』を意識しているとの指摘もある。
物語の基本フォーマットは、
1. プリンプリンの祖国に関する手がかりを得てある国を訪れる（あるいは事件・事故によって意図せず別の国に飛ばされることもある）
2. 訪れた国でさまざまな騒動（王位継承問題や政治抗争であることが多い）に巻き込まれそこに幼少期に行方不明になった子供がいる事が解りそれがプリンプリンではないかと疑われる。
3. 結局その国は本当の祖国ではなく、行方不明の子供は少なくともプリンプリンではないことだけは判明し別の国へ向けて旅を続ける。

というパターンで構成されるエピソードを、短い場合で1 - 2週間、長い場合で2 - 3か月程度のスパンでつないでいく形となっていた。自身が騒動の発端となる場合もあり（プリンセス帰還のため、既存権力側がプリンプリン排除を試みるアクタ編、デルーデル編など）、またもともと進行中の騒動に巻き込まれる場合もある（プリンセスたるプリンプリンが権力闘争に利用されるケントッキー編、ドオンブリカ編など）。一度訪れた国が再度登場することはほとんどなかったが、いくつかの例外がある（パリ：ケントッキー編とデルーデル編、ガランカーダ：ガランカーダ編は途中にタンガラトントン編を挿んでいるなど）。また、次の回を放送する際には見逃した視聴者に配慮して、毎回冒頭で前回のあらすじが再演される。物語の節目に放送されていた総集編も過去の放送の再編集ではなく再度演じられている。
各エピソードは、その国がプリンプリンの祖国かどうか、という謎を縦糸にしつつ、その国で出会う風変わりな人物たちと織り成すコメディドラマを横糸として進行する。とくに政治や自然現象などの時事ネタ（当時のチリ独裁政権、中国政府四人組による権力掌握、英国皇太子成婚、惑星直列現象、非核三原則、仏TGV開業など）を、ときには単に駄洒落として、あるいは痛烈に風刺を利かせた舞台装置として物語に積極的に取り込み、NHK連続人形劇としては『ネコジャラ市の11人』（1970年 - 1973年）以来となる3年間にわたる長期シリーズとして、当時の子供たちに人気を博した。
なお、平日夕方の帯での人形劇の放送は、その前後に放送されていた報道・情報番組『600こちら情報部』『ニュースセンター640』（ローカルニュース枠。左記は関東・甲信越向けの題名。拡大後『ニュースセンター630』に改名）の拡充のため、当番組をもって一旦終了となり、1982年10月から『三国志』により再開された。

### 作劇・演出上の特徴について
子供と大人を対置する構図によって、子供の視点からみた大人社会の奇妙さや歪みをユーモアとペーソスを交えながら一貫して描いている。金銭のみを豊かさの基準とし、騙し合いと力の行使によって欲を満たそうとする大人社会の自己中心的な精神構造が、敵役の武器商人「怪人ランカー」として象徴的に描かれる。一方プリンプリンの味方である大人たちについても、幻の黄金バットを捕まえて名声を得たい（ワット・マイホーム夫妻）、仕事に就いていないと落ち着かない（軍曹）、悪事としりつつ組織の命令には逆らえない（シドロ・モドロ）、天才的な科学者だが役に立たないものばかり作ってしまう（オチャノハッパ博士）など、平凡な大人の小市民的性向がデフォルメされて面白く描かれている。
プリンプリンたちは子供の代表として、時に羽目をはずしつつも子供らしい明快な倫理観で大人の論理に対抗し、多くの印象深いキャラクターたちとの邂逅ののち、やがて物語は最終エピソード（ガランカーダ編後編）でのプリンプリン・ランカーの対峙へと収斂していく。物語の中で繰り返し語られた平和、祖国、愛、命といったテーマについては、その理想の象徴であるプリンプリンの祖国を登場させる安易な結論付けをあえて避け、プリンプリンたち、さらには視聴者である子供たちが自ら考え、答えを出していくことを促す形で、希望に満ちあふれた未来を予感させながら物語を締めくくった。また憎まれるべき敵キャラクターであるランカーについても、彼自身に立身出世の苦難を語らせるなど、必ずしも「大人＝悪」と簡単に断じずに、人間社会の矛盾ややるせなさをさらりと描いてみせた。諸国訪問といったフォーマットから政治風刺色も濃く、君が代のパロディソングと国歌論が登場したこともある。脚本を担当した石山透によるこれらの作劇と演出は、現在でも当時の視聴者世代を中心に高く評価されている。
物語上特定のナレーターは存在しないが、狂言回し的な要素として「花のアナウンサー」が、テレビのブラウン管から飛び出すなど物理的な制約を無視してたびたび登場し、プリンプリン他のキャラクターとからみながら、物語の進行や解説を担当した。また、各国の登場人物たちの突飛な行動に巻き込まれる形で話が脱線し祖国探しの物語がよく停滞したが、その都度プリンプリン一行のメンバー「カセイジン」が「予感」によって未来を予言することで物語が新たな局面を迎えることが多く、事実上彼が物語の牽引役を務めていた。なお、カセイジンの予感はほぼ100%的中するが、肝心な情報が曖昧で万全な備えをすることは困難であり、予想外の展開を見せることも多かった。年末にプリンプリン版紅白歌合戦を催したり、脱ドラマ趣向としては作曲担当の小六禮次郎を番組に引っ張り出したこともある。
過去のNHK連続人形劇と同様、劇中においてプリンプリンをはじめとする登場人物たちが歌を歌いながら踊るシーンが数多く挿入された。訪れた国それぞれにその国のテーマともいうべき歌が設定され、エピソードの初期には毎回1度はその歌が披露された（ただし、長期滞在した国のなかでタンガラトントンのみテーマ曲が存在しない）。登場人物それぞれにも特徴あるテーマ曲が何曲か設定されており（プリンプリンの「わたしのそこく」「おかあさんのうた」、カセイジンの「インコとカセイのうた」、また「ランカーのうた」、「ヘドロのうた」、「軍曹のエレジー」など）、各キャラクターの性格付けに貢献していた。これらの挿入歌のほとんどはCDアルバムとして入手可能である（2009年現在）。
女の子が単独で主人公となるのは、NHK連続人形劇としてはこの番組が唯一であり、当時小学生の女の子からは絶大な支持を得ていた。また、当時の皇女だった紀宮（現在の黒田清子）が作品のファンだったことから、1年で終了する予定が3年に延びた経緯もある。
同時期の民放のテレビアニメとの影響も多々見られる。例えば、物語の基本フォーマットや敵役に美女がいることなどは、タイムボカンシリーズとも共通しており、随所に同時期の民放のテレビアニメのパロディーが見られた。その他には武器商人のランカーを悪役として描いていることなどから、保守系国会議員から「偏向」と批判されることもあった。

## 主な登場人物・動物

### 主人公と仲間たち
プリンセス・プリンプリン
声 - 石川ひとみ
生後まもなくモンキーと一緒に箱舟で海に流され、アル国アルトコ県アルトコ市の漁師に拾われ育てられる。年齢は15歳。箱船にはいっていた王冠の存在から、どこかの国のプリンセスであると推定される。自分の両親と祖国を探すため、モンキー、ボンボン、オサゲ、カセイジンとともに旅に出る。
本当の祖国と両親を探すためなら、未知の土地への危険な旅も厭わない勇気ある少女。時に不安が先に立って一人では行動できないこともあるが、彼女を愛する仲間たちに助けられている。
純真無垢な性格で、その心の優しさと愛らしさから皆の人気者であり、けんかっ早いボンボンやいたずら者のオサゲをたしなめる場面も多い。正義感も強く、暴力や卑怯な振る舞いを嫌う。
歌が好きで、祖国や両親を思う歌や、物語中訪れた国々の歌を口ずさみ、自らや仲間を慰め励ます。
ランカーに一方的に思いを寄せられ、旅先で執拗に追いかけられるが、死の商人であるランカーを心の底から嫌悪している。何度となくランカーに襲われ捕われるが、守護神のモンキーや仲間に助けられる。行く先々で出会う男性ゲストキャラクターから思いを寄せられたり求婚されるが、そのつど非常に困惑した様子をみせており、恋愛に対する興味はまだ薄いようである。
モンキー
声 - 斎藤隆
プリンプリンと一緒に海で発見された。超能力をもつ猿で、サイコロの目を操作したり、虚空からレントゲンを出したりもできる。またヘリコプターや飛行船、潜水艦、オートバイ、消防車も操縦することができる。猿が極度に苦手なランカーを追い払ってくれる、プリンプリンの守護神。人間の言葉が理解でき、簡単な言葉なら発する事も可能で、1曲だけだが持ち歌もある。プリンプリンによると、かなりの年齢であり人間でいうとおじいさんに相当する年代らしい。初期のエピソードで、ワット博士から「世にもめずらしいオサラムームー猿か、タンガラトントン猿」と鑑定されたが、そのどちらの国にも猿がおらず、素性は不明のままである。インド神話にたびたび登場し、ラーマーヤナでも活躍するハヌマーンがモデルになっている。
ボンボン
声 - 神谷明
アルトコ市出身。自称プリンプリンのボーイフレンド。年齢は15歳。腕力が自慢で、腕を曲げると力こぶがボーンボーンとできるところからこの名で呼ばれるようになった。けんかっ早いが真っ直ぐな性格で、気に食わない相手には「やいやいやいやい！」と食ってかかる。これは、ヘドロの様な女性に対しても例外ではない。また結構ヤキモチ焼きなところがあり、プリンプリンに思いを寄せる男性ゲストキャラがプリンプリンに言い寄るそぶりを見せると過剰に反応し、結果としてプリンプリンの用心棒的存在になっている。オサゲ、カセイジンともにプリンプリンの祖国探しの旅に同行。プリンプリンに告白しようと試みたこともあるが、そのたびに邪魔が入ったりあっさりとかわされたりする。持ち歌の一節にもあるよう、少々ナルシストの気がある。ギターの弾き語りが得意で、プリンプリンに頼まれて歌うこともしばしばあった。
オサゲ
声 - はせさん治
アルトコ市出身の赤毛のおさげをもつ少年で、背は低いが足が速いのが自慢。後ろ姿からは女の子に間違われることもあり、それでピンチから脱したことも。「はらへった」が口癖の食いしん坊。負けん気が強く、ボンボンがプリンプリンに自慢を披露すると「ボクだってボクだって!」と続けて自らの自慢を披露する。また人懐こいところがあり、訪問した先の国で、特に女の子と真っ先に仲良くなる。踊りが得意らしく、オサラムームーで神にささげる踊りをピコピコから教わったり、ガランカーダの踊りにチャレンジしたりした。誕生日は9月2日。年齢は、アクタ共和国編の時点で16歳（彼のバースデーケーキに16本のろうそくが立っていた事から）。
カセイジン
声 - 堀絢子
宇宙人ではなく、アルトコ市出身の少年。「カセイジンと呼ばれている」と自己紹介しているため、本名なのかあだ名なのかは不明。「予感」と呼ばれる予知能力を持つ。その能力と幅広い知識により、プリンプリン一行の危機を度々救うので、自分の予知能力や学力に自信を持っている。しかしその予知はいつも抽象的なので、危険を完全に回避する事ができない場合が多い。一方で体力や運動神経については、腕力自慢のボンボンや、足の速さが自慢のオサゲと自身を較べ、いつも引け目を感じている。
予感を感じたときには耳がくるくると回り「ルールールールー、予感です」という特徴的な台詞を発する。予感が強いと興奮して逆立ち状態になる。言葉遣いが非常に丁寧で、その大人びた雰囲気とソフトな語り口のせいか、バルンバ帝国の少女・インコと仲良くなる。時折、物語を外から俯瞰するコメントを発することがあり、視聴者の子供たちに対する原作者のメッセージを代弁する役でもあった。
シャーレッケ・マイホーム
声 - 八木光生
世界的な名探偵、博識でプリンプリン達のピンチを救った事も多い。第15回で出会ったワット博士と第16回で結婚した。イギリス人だが、時おり語尾だけ日本の様々な方言で話す。ランカーとはチェスの世界大会のライバル。知能指数は100と平均的だが、ランカーとチェスをしながら会話を続け、ランカーの発言から拐われたモンキーの居所を突き止めるなど、機転の利くタイプ。名前や服装はシャーロック・ホームズのパロディ。彼の持ち歌はないが、ヘドロが披露する「世界お金持ちクラブのうた」中で、世界お金持ちクラブの会員でもなんでもないのに必ず登場し「なぬ?」という台詞を発する。
ワット博士
声 - 鷲尾真知子
世界的な動物学者の女性で、サル学の権威。もともとアルトコ市立動物園附属研究所で主任研究員を勤めていたが、ヘドロがシドロ・モドロに命じて誘拐してプリンプリンから引き離し、ランカーが市に寄贈した体で園に来たモンキーに興味を持って種同定を行ない、プリンプリン一行が祖国探しの旅に出発するきっかけを作った。アルトコ市でマイホームと知り合い、すぐ結婚し二人でハネムーンはオサラムームーへ向かうと決め以降プリンプリン一行と同道する。名前はシャーロック・ホームズの相棒、ワトソン博士から。知能指数はギリギリ天才級の130だが、一般的な知識については夫の方が豊かであり、夫とは尊敬しあう仲。たびたび夫を「世界的名探偵にして、私のハズ・バンド」と自慢げに紹介した。劇中でも頻繁に夫との熱愛ぶりを披露するも、伝説の「オーゴンバット」を捕まえて名声と富を得る夢想に取り憑かれており、オーゴンバットを見つけるとその愛する夫マイホームも放り出して、人が変わったように「いざ、ハッ、いざ、ハッ、いざいざいざいざ…」と叫びながら我を忘れて追いかける俗物的な一面がある。
おかっぱ頭で、学者らしくメガネをかけているが、ボディはグラマーそのもの。普段はピンクのスーツだが、おりにふれビキニの水着に着替え「い～っちに～のさんし～で、ウッフン、ウッフン」とお色気をたっぷり振り撒いた準備体操を披露していた。「さぁさぁ、○○だよお立ち合い」など、香具師の口調で喋るのと、未知の生物をやたら解剖したがる癖がある。彼女の持ち歌も劇中で用意されておらず、年末のプリンプリンの紅白歌合戦では、オサゲが譲ってくれた彼の持ち歌の2番を代わりに歌ったことがあった。
軍曹
声 - 緒方賢一
ヘルメットを被り軍服を着た小太りの中年男性。かつてはアクタ共和国の軍人だったが、バルンバ帝国編以後はプリンプリン一行と共に旅をする。シドロ・モドロと行動をともにしていることが多い。ドオンブリカではブリカ家の親衛隊に入隊したり、ウンゴロ島ではネチアーナ伯爵夫人の警護を務めるなど、旅先で仕事につくことが多い。「軍曹のエレジー」や「ウンゴロ数え歌」などの持ち歌もある。何度か尻を噛まれたことからワニが大の苦手。語尾に「〜でございますですよ！」と付けるのが特徴で、担当声優の緒方のアドリブが定着したもの。脚本家の孫がこれを気に入り、当初はアクタ共和国編にしか出演しない予定のキャラだったのが、レギュラーキャラになった。

### ランカー一味
ランカー
声 - 滝口順平
火縄銃からミサイルまでの兵器を扱い、巨額の利益をあげている死の商人、ランカー商会のボス。巨漢であり、気に入らない人物を掴んで放り投げるなど怒るとかなり凶暴。クライアントや各国首脳などからは畏怖をこめて「ミスター怪人ランカー」、もしくは単に「ミスター・ランカー」と呼ばれる。様々なところに寄付をしているため世間的には善人で通っており、プリンプリンたちが彼を悪人だと訴えても、ほとんどの大人たちには相手にされない。アル中テレビで自分の祖国がどこなのか、誰か教えて欲しいと切々と訴えるプリンプリンを見て一目惚れし、ほれ込んだ挙句に彼女の滞在先をつきとめては執拗に追い続けるという、今風に言えば「ストーカー」である。熱狂する余り、額入りのポートレート、等身大ポスター、あげくにはプリンプリン本人よりも大きなプリンプリン人形を所有するなどその変態ぶりを次第にエスカレートさせる。しかも、彼女を好きになった理由は「結婚すればプリンスの称号を得られ、殿下/王子さまと呼ばれる身分になれる」という不純で打算的なものだった。
商会本部のあるダマスクセ出身と自称しているがあくまで自称であり、ストーリー最終篇に至ってその意外な真相が明らかになる。世界中の名だたる資産家を会員としている「世界お金持ちクラブ」の会長で、一代で築き上げたその財力は一国への「経済援助」を行える程。プリンプリンの訪問国各地に別荘を有しており、ことあるごとに黄色い自家用ヘリコプターや、原子力駆動の黄色い自家用潜水艦（イエロー・サブマリンのパロディ）をヘドロやシドロ・モドロに運転させてそこへ移動する。
幼い頃ガランカーダの猿の谷に落ち、死にそうな目に遭ったのが原因で猿が大の苦手。猿、モンキーという言葉を耳にすると「その名を口にするのは止せ。聴くだけで寒気がする」と嗜め、口にするのも恐ろしいらしく、わざわざ「ケツの赤い小動物」と言いかえる。猿の絵や猿の顔に見える花を見ても半狂乱となる。名前は原案であるラーマーヤナに登場する悪の支配する島、ランカー島から。
ヘドロ
声 - 真理ヨシコ（現・眞理ヨシコ）
ランカーの美人(自称)秘書。お金が大好きで、お札のにおいを嗅ぎ当てることができる。フラメンコ風の持ち歌「ヘドロの歌」で、
世界で一番いい女、好きな色は赤と黒 Red & Black♪ Red & Black♪ 赤は血の色、黒は罪の色♪オーレィ！
と歌っている。ランカーに好意をよせており、折に触れて言い寄るがまったく相手にされない。ゆえに彼の意中の相手であるプリンプリンを非常に嫌っており、「薄汚い小娘」「小便くさいプリンセス」などと呼んで、その都度ランカーに叱られる。商会の中では No.1 の有能な人材で、実行部隊として銃器や爆弾を使用して邪魔な人物を消し去るなどの悪事を平気で処理する一方で、「花嫁修業」と称して、華道、茶道、着付けを嗜むという、意外な一面を持つ。ランカー島を守護する羅刹女をモデルにしているようだが、人形の造形は花魁がモデルで、簪を髪にさしているのはそれゆえ。
シドロ・モドロ
声 - パンチョ加賀美・猪熊虎五郎
ヘドロの部下の二人組。背が低くて小太りなのがシドロで、長身でキーキー声なのがモドロ。ヘドロからは「シドロ」「モドロ」と一人ずつ呼ばれた後に改めて「シドロモドロ」と二人まとめて呼ばれるのがパターン。登場時に歌うテーマ曲は映画『嵐を呼ぶ男』の劇中歌の替え歌で、「プリンプリンの紅白歌合戦」で、この歌が劇中でもっとも多くの回数歌われたと、花のアナウンサーからイントロ紹介されたことがある。シドロはオサラムームー出身。モドロは当初タンガラトントン出身だったが、この設定は無かった事にされた。ヘドロの手下として彼女の命令をこなすも、たいていヘマをやらかし失敗する。またアルトコ市でプリンプリンに命を助けられたことから、プリンプリンを「プリンプリン様」「プリンセス様」と呼んで普段はプリンプリン一行と行動を共にしていることが多く、プリンプリン達も仲間として認めていた。
作中ではしばしばコメディリリーフとしての役割も担う。
チンタム
声 - 山田俊司（現・キートン山田）
ランカーの部下。ランカー商会ダマスクセ支店長。商会の中ではヘドロの次に使える人材だが、ランカーとヘドロが商談などでダマスクセを留守にしたときの留守番役なので、劇中でプリンプリン一行と絡むことはない。辮髪・中華服を着用し、言葉を発するたびに頭に載せた小さな帽子が上下する。名前は中国の地名青島(チンタオ)のもじりか。
ゼロゼロセブン・ヘンナキブン
声 - 神谷明
ランカーの部下のスパイ。ランカーの命令で諜報活動を行う。007をモデルとしているらしく、黒服にサングラスがトレードマークだが、初登場したアクタ共和国編の最後の放送回では老人の姿（変装?）だった。自己紹介の際は、必ず「ケチな野郎でござんす」と言い、ランカーを「ランカーの親分さん」ヘドロを「ヘドロの姉御」と呼ぶなど、任侠風の言葉遣いをするのが特徴的。持ち歌はないが、タンガラトントンで観覧車を見てからは映画「第三の男」のテーマを鼻歌でしきりに歌っていた。自分では冷静でクールなキャクラクターを決め込んでいるらしいが、やることはシドロ・モドロ並みでいつもどこか抜けている。

### その他
花のアナウンサー
声 - つボイノリオ
アルトコ市中央テレビ局（アル中テレビ）のアナウンサー。自分の名をこぶしを利かせて言う。かなり大きな唇を持ち、「恐怖の唇人間」と自称するほか、「ブルルルルルル…」と度々唇を震わせる。他にも局名の略称アル中をアルコール中毒とかけて｢ウィ～｡｣と酔っぱらいの真似をするのもお決まりである｡「くちびるアナウンサー」と名乗るときもあり、狂言回しとして物語の中に度々登場、物語を盛り上げる。アル中テレビは世界中で放送されているらしく、どこの国のテレビにも現れる。本人曰く、「どこにでも脈絡無く出没するが、ストーリーには干渉しない」との事。服の色はオレンジのスーツだが、最初期の登場時は青色の服だった。
当初アルトコ市篇のみ登場の予定だったので、プリンプリン一行がオサラムームーへ向けて出発して以降しばらく姿を消していたが、局に似顔絵が多数寄せられるなど評判になったので、オサラムームー篇途中から再登場した。ただし、小さな目に巨大なくちびる、ぼさぼさの頭と、面相はかなり奇怪で、放映当時のNHKの番組記事には、「食事時に気持ちの悪い顔を見せられて食欲が失せた」という視聴者からの意見が紹介されたこともあった。
又、登場した際にオチとして、人形置き場に放置される、顔を踏みつけられる等、ぞんざいな扱いを受けるのもお約束であった。
ドオンブリカ編では、西洋琴を手にした「花の吟遊詩人」として登場したが、つボイのセリフでは「先祖のアナウンサー」としていた。
最終回ではプリンプリンの母から手紙を届けたが、プリンプリンは不在であった。
イモのアナウンサー
声 - 増山江威子
花のアナウンサーの妹。略して「イモのアナウンサー」。兄だけでは人手が足りない時などに登場。総集編や年末の「プリンプリンの紅白歌合戦」などで司会を務めた。ラジオ・デルーデルでもDJのアルバイトをしていた。もちろん顔立ちは兄とそっくりで、髪型が黒柳徹子と同じ玉ねぎ頭である。
オーゴンバット
声 - 堀絢子
名は昭和初期の紙芝居の有名な主人公に由来するが、ヒーローではなく、プリンプリン一行の訪問先の各国々で、どこからか突如として現れ、いずこへと消えてゆく全身が金色のコウモリ。声優は当てられているが、動物なので原則台詞を発することはほぼなく、登場時には独特の効果音が鳴る。ワット博士の話によると、捕まえると金銀財宝のありかが判明し、億万長者になれるので、そのほとんどが捕まえられてしまい、いまや絶滅寸前。生態もよくわかっておらず、捕まえて研究するとノーベル賞ものの研究になるらしい。
実際にこのコウモリが現れたオサラムームー王国、アクタ共和国、バルンバ帝国では、コウモリが現れたキャプテンチックの洞窟、王家の谷、バルンバ神殿に宝物があった。生態が未解明の絶滅危惧動物の研究により得られる名声と、金銀財宝を得て億万長者という二つの魅力に取り憑かれたワット博士は、このコウモリが出現すると目の色を変え、髪振り乱し、形振りかまわず捕虫網を振り回し追いかけまくる。
ディレクター
演 - 三波豊和
初期に登場。『新八犬伝』における黒子の九ちゃんのような狂言回し的な役割を担っていたが、花のアナウンサーがレギュラー化し、次第にその姿を見せることはなくなった。不定期に石川ひとみと共にラストのおたよりコーナーで視聴者からのおたよりを読むこともあった。最終回では久々に登場し、NHK人形劇の歴史を紹介した。
石川ひとみ
劇中やエンディングでも何度か顔出しで出演し、プリンプリン一行と共演している。
石山透
本作のシナリオライター。1981年度の「プリンプリン紅白歌合戦」に審査員として出演した。
小六禮次郎
本作の音楽担当。1981年度の「プリンプリン紅白歌合戦」に審査員として出演した。

## 放送リスト
- 夏休み（概ね8月）の間は、夏休み限定特別番組のため休止。なおその前にはプリンプリン一行や、プリンプリン役の石川ひとみによって休止のコメントが出された。
- 年末年始を始め、夏休み休止明けには特別版を放送、今まで一行が立ち寄った国などを振り返る総集編や、番組内で使用された挿入歌を『NHK紅白歌合戦』形式でキャラクターが歌う歌合戦があった。これらの特別版は一行がどんな場所にいても、行われるのはアルトコ市中央テレビ局で、花のアナウンサーが司会を担当していた。

| 回        | タイトル                           | 放送日                 |
| --------- | ---------------------------------- | ---------------------- |
| 1 - 5     | アルトコ市編                       | 1979年4月2日 - 4月6日  |
| 6 - 10    | アルトコ市編                       | 4月9日 - 4月13日       |
| 11 - 15   | モンキー受難                       | 4月16日 - 4月20日      |
| 16 - 20   | プリンプリン出航す                 | 4月23日 - 4月27日      |
| 21 - 25   | 黄色い潜水艦は行く                 | 4月30日 - 5月4日       |
| 26 - 30   | ああ!オサラムームー島              | 5月7日 - 5月11日       |
| 31 - 35   | 十二点五世王一代記                 | 5月14日 - 5月18日      |
| 36 - 40   | 黄金バットあらわる                 | 5月21日 - 5月25日      |
| 41 - 45   | 海賊チックの亡霊                   | 5月28日 - 6月1日       |
| 46 - 50   | 火祭りの踊り子ピコピコ             | 6月4日 - 6月8日        |
| 51 - 55   | 王子の帰国                         | 6月11日 - 6月15日      |
| 56 - 60   | あっ夏休み                         | 6月18日 - 6月22日      |
| 61 - 65   | 新しい王様…?                       | 6月25日 - 6月30日      |
| 66 - 70   | オサゲSOS!                         | 7月2日 - 7月6日        |
| 71 - 75   | 海神ネプチューン                   | 7月9日 - 7月13日       |
| 76 - 80   | ヘドロ死刑か!                      | 7月16日 - 7月20日      |
| 81 - 85   | ぶきみな噴火                       | 7月23日 - 7月27日      |
| 86 - 90   | さようなら!オサラムームー          | 7月30日 -8月3日        |
| 91 - 95   | オサラムームー総集編               | 8月27日 - 8月31日      |
| 96 - 100  | なぞの誘導電波                     | 9月3日 - 9月7日        |
| 101 - 105 | アクタ共和国                       | 9月10日 - 9月14日      |
| 106 - 110 | 独裁者ルチ将軍                     | 9月17日 - 9月21日      |
| 111 - 115 | ベベルとマノン                     | 9月24日 - 9月28日      |
| 116 - 120 | プリンプリン立候補                 | 10月1日 - 10月5日      |
| 121 - 125 | 危機一髪!ベベルとマノン            | 10月8日 - 10月12日     |
| 126 - 130 | 王家の谷の宝                       | 10月15日 - 10月19日    |
| 131 - 135 | ジプシーに変装する                 | 10月22日 - 10月26日    |
| 136 - 140 | ルチ将軍暗殺計画                   | 10月29日 - 11月2日     |
| 141 - 145 | ベベル失敗す!                      | 11月5日 - 11月9日      |
| 146 - 150 | ルチ将軍の頭の謎                   | 11月12日 - 11月16日    |
| 151 - 154 | 罠                                 | 11月19日 - 11月22日    |
| 155 - 159 | ルチ将軍の頭はイン石だった!        | 11月26日 - 11月30日    |
| 160 - 164 | 怪奇!ルチ将軍の最後!               | 12月3日 - 12月7日      |
| 165 - 169 | 新しい支配者はだれだ?              | 12月10日 - 12月14日    |
| 170 - 174 | 空へ帰ったイン石                   | 12月17日 - 12月21日    |
| 175 - 179 | プリンプリンすごろく               | 1980年1月7日 - 1月11日 |
| 180 - 184 | ブラックホールの怪!                | 1月14日 - 1月18日      |
| 185 - 189 | 月の神殿の巫女                     | 1月21日 - 1月25日      |
| 190 - 194 | バルンバ帝国月の秘密               | 1月28日 - 2月1日       |
| 195 - 199 | だれにだってとりえがある           | 2月4日 - 2月8日        |
| 200 - 204 | 何と!黄金製の月ロケットが……        | 2月11日 - 2月15日      |
| 205 - 209 | しあわせボーシ                     | 2月18日 - 2月22日      |
| 210 - 214 | 脱出用の穴に金塊が……               | 2月25日 - 2月29日      |
| 215 - 219 | 金のロケットが見つかった!          | 3月3日 - 3月7日        |
| 220 - 224 | 黄金のロケット発進!                | 3月10日 - 3月14日      |
| 225 - 229 | 空飛ぶボーシ三百万!                | 3月17日 - 3月21日      |
| 230 - 234 | プリンプリン無人島に漂着す         | 4月7日 - 4月11日       |
| 235 - 239 | 笑う老婆・モモンバア               | 4月14日 - 4月18日      |
| 241 - 244 | インコの父 誘かい命令              | 4月21日 - 4月25日      |
| 245 - 249 | 36人目のプリンセス                 | 4月28日 - 5月2日       |
| 250 - 253 | 新しいボーイフレンド               | 5月6日 - 5月9日        |
| 254 - 258 | ボンボン対ポーカー                 | 5月12日 - 5月16日      |
| 259 - 263 | サーカスのスター・ペリンペリン     | 5月19日 - 5月23日      |
| 264 - 268 | 狙われたプリンプリンの命           | 5月26日 - 5月30日      |
| 269 - 273 | 化けの皮はがれる                   | 6月2日 - 6月5日        |
| 274 - 278 | ジャックのクーデター               | 6月9日 - 6月13日       |
| 279 - 283 | 人質救出大作戦                     | 6月16日 - 6月20日      |
| 284 - 287 | オレンジ仮面は正義の味方           | 6月24日 - 6月27日      |
| 288 - 292 | メローの森の秘密                   | 6月30日 - 7月4日       |
| 293 - 297 | 地底戦車モグラベー                 | 7月7日 - 7月11日       |
| 298 - 302 | オレンジ仮面はプリンセス           | 7月14日 - 7月21日      |
| 303 - 307 | わたしの祖国                       | 7月22日 - 7月26日      |
| 308 - 312 | 空飛ぶグルリンコースター           | 7月28日 - 8月1日       |
| 313 - 317 | プリンプリンの思い出               | 9月1日 - 9月5日        |
| 318 - 322 | 霧の中に祖国を求めて               | 9月8日 - 9月12日       |
| 323 - 327 | 消えた?祖国                        | 9月15日 - 9月19日      |
| 328 - 332 | 地下室から飛び出したUFO            | 9月22日 - 9月26日      |
| 333 - 337 | 宇宙人？ネチアンと共に             | 9月29日 - 10月3日      |
| 338 - 342 | 円盤ジェット機の行方               | 10月6日 - 10月10日     |
| 343 - 347 | ネチア島に新しい住人発見           | 10月13日 - 10月17日    |
| 348 - 352 | ネチア島を脱出                     | 10月20日 - 10月24日    |
| 353 - 357 | ジャンかボンか?                    | 10月27日 - 10月31日    |
| 358 - 362 | 第三の国・ケントッキー             | 11月3日 - 11月7日      |
| 363 - 367 | トッキーランドをめざして           | 11月10日 - 11月14日    |
| 368 - 372 | 3人の父親                          | 11月17日 - 11月21日    |
| 373 - 377 | スター・オブ・トッキー             | 11月24日 - 11月28日    |
| 378 - 382 | 北へ向かうバルーン                 | 12月1日 - 12月5日      |
| 383 - 387 | 消えたスター・オブ・トッキー       | 12月8日 - 12月12日     |
| 388 - 392 | プリンプリン紅白歌合戦             | 12月15日 - 12月19日    |
| 393 - 397 | プリンプリンの正月記念ツアー       | 1981年1月5日 - 1月9日  |
| 398 - 402 | モンキーを追って                   | 1月13日 - 1月16日      |
| 403 - 407 | オールド・ロング・ジョー           | 1月19日 - 1月23日      |
| 408 - 412 | 誘かいされたテリー                 | 1月26日 - 1月30日      |
| 413 - 417 | 空飛ぶキノコ                       | 2月2日 - 2月6日        |
| 418 - 422 | テリーを救え                       | 2月9日 - 2月13日       |
| 423 - 427 | ランカーの別荘爆発                 | 2月16日 - 2月20日      |
| 428 - 432 | 霧の中のドオンブリカ               | 2月23日 - 2月27日      |
| 433 - 437 | 盗まれたスター・オブ・トッキー     | 3月2日 - 3月6日        |
| 438 - 442 | パリのロールパン                   | 3月9日 - 3月13日       |
| 443 - 447 | いざ ドオンブリカへ                | 4月6日 - 4月10日       |
| 448 - 452 | 謎につつまれたドオンブリカ         | 4月13日 - 4月17日      |
| 453 - 457 | 惑星が一列に並ぶとき               | 4月20日 - 4月24日      |
| 458 - 462 | 先祖のアナウンサー                 | 4月27日 - 5月1日       |
| 463 - 465 | ドオン殿下とブリカ殿下             | 5月6日 - 5月8日        |
| 466 - 470 | 亡きドオンブリカの王               | 5月11日 - 5月15日      |
| 471 - 475 | 魔女の取り引き                     | 5月18日 - 5月22日      |
| 476 - 480 | 18年後の未来                       | 5月26日 - 5月29日      |
| 481 - 485 | ドオンブリカの王妃                 | 6月1日 - 6月5日        |
| 486 - 490 | 仲の悪い二人の殿下                 | 6月8日 - 6月12日       |
| 491 - 495 | ドオンブリカのプリンセス           | 6月15日 - 6月19日      |
| 496 - 500 | マイヨーの祖国                     | 6月22日 - 6月26日      |
| 501 - 505 | 謎のオシモサク                     | 6月29日 - 7月3日       |
| 506 - 510 | プリンプリン地球へ帰る             | 7月6日 - 7月10日       |
| 511 - 515 | スイカはこわい爆弾?                | 7月13日 - 7月17日      |
| 516 - 520 | 花畑の国 デルーデル                | 7月20日 - 7月24日      |
| 521 - 524 | 花が秘密を知っている               | 7月27日 -7月31日       |
| 525 - 529 | プリンプリンの乗りものパレード     | 8月31日 - 9月4日       |
| 530 - 534 | ツキノヒトミは咲いたか             | 9月7日 - 9月11日       |
| 535 - 539 | 開かずの部屋の中で…                | 9月14日 - 9月18日      |
| 540 - 544 | ツキノヒトミを探る                 | 9月21日 - 9月25日      |
| 545 - 549 | 変な花・珍パンジー                 | 9月28日 - 10月2日      |
| 550 - 554 | マカローニの復しゅう               | 10月5日 - 10月9日      |
| 555 - 559 | 変装のカセイジン                   | 10月12日 - 10月16日    |
| 560 - 564 | ジャック草で包め                   | 10月19日 - 10月23日    |
| 565 - 569 | 成功したジャック草作戦             | 10月26日 - 10月30日    |
| 570 - 572 | 一大事！花の研究所                 | 11月4日 - 11月6日      |
| 573 - 577 | ゴリラ型飛行船                     | 11月9日 - 11月13日     |
| 578 - 582 | 連絡船ネッシー号に乗って           | 11月16日 - 11月20日    |
| 583 - 586 | ネッシー号ニューヨークへ           | 11月24日 - 11月27日    |
| 587 - 591 | プリンプリンはウンゴロ姫?          | 11月30日 - 12月4日     |
| 592 - 596 | ウンゴロの花嫁さん                 | 12月7日 - 12月11日     |
| 597 - 601 | プリンプリンの紅白歌合戦           | 12月14日 - 12月18日    |
| 602 - 606 | プリンプリンの世界早まわりスゴロク | 1982年1月4日 - 1月8日  |
| 607 - 611 | ウンゴロ姫はいなかった!            | 1月11日 - 1月15日      |
| 612 - 616 | 幽霊船現わる!                      | 1月18日 - 1月22日      |
| 617 - 621 | ガランカーダの姫                   | 1月25日 - 1月29日      |
| 622 - 626 | ランカーのふるさと                 | 2月1日 - 2月5日        |
| 627 - 631 | ガランカーダの地下室               | 2月8日 - 2月12日       |
| 632 - 636 | 谷間にサルの宮殿が?                | 2月15日 - 2月19日      |
| 637 - 641 | 地下の国 タンガラトントン          | 2月22日 - 2月26日      |
| 642 - 646 | トントンはロボット!                | 3月1日 - 3月5日        |
| 647 - 651 | ランカータウンは完成したが…        | 3月8日 - 3月12日       |
| 652 - 656 | 希望の船出                         | 3月15日 - 3月19日      |

## スタッフ
- 作 - 石山透
- 音楽 - 小六禮次郎
- テーマソング - 馬飼野康二
- 演奏 - 新室内楽協会
- 人形 - 友永詔三
- 人形操作 - 伊東万里子ほか
- 人形小道具 - 斎藤堅
- タイトル・フィルム - 毛利厚（1979年度前期）、若井丈児（1979年度後期 - 1980年度）、大井文雄（1981年度）
- フィギャー・スコープ - 三田義治（前期）
- 制作 - 中谷正尚（前期）、森山孝治（後期）
- 演出 - 田村洋、伊藤幸治、松川英毅、大竹一史、二宮陸郎、小川紘二、松本弘孝ほか
- その他の声の出演 - 三ツ矢雄二、里見京子、新道乃里子

## 主題歌

### オープニング
シリーズを通して同じオープニング曲が使用されたが、オープニングは人形が登場する実写バージョン（1979年度前期：第1回 - 第30回、第31回 - 第40回、第41回 - 以降）やアニメーションによる後期バージョン（1979年度後期・1980年度・1981年度）の種類がある。
「プリンプリン物語」
作詞：石山透 作曲：馬飼野康二 歌：石川ひとみ
後にシングルとして発売されたバージョンは、放送時のものとアレンジが微妙に異なり、テンポもやや遅い。

### エンディング
エンディング曲は本放送時金曜日の回にのみスタッフロールとともに流された。ただし例外的にそれ以外の回の最後に流されたこともある（スタッフロールは無し）。スタッフロールのバックでは、その週のエピソードにちなんだ寸劇を人形たちが演じていた（セリフなしのパントマイム）。
「ハッピーアドベンチャー」
作詞：石山透 作曲：馬飼野康二 歌：石川ひとみ
2種類のアレンジの異なるバージョンが放送時に使用された。ひとつはスローバラード調、もうひとつはアップテンポで曲長が前者より短いものである。これらは本編の尺の長さによって使い分けられた。前者のバージョンのほうが後者より多く使用された。
放送開始2週目と3週目の最後（第10回および第15回）では、シタールで歌メロディーを演奏するインストルメンタルバージョンが使われた。4週目第19回の最後に石川の歌唱による本楽曲が放送され、第20回から本格的に使用された。
「プリンプリン音頭」
作詞：石山透 作曲：小六禮次郎 歌：プリンプリン（石川ひとみ）他
本放送2年目の夏頃から劇中で歌われた音頭だが、エンディングとして使用されたことが何度かある。
「わたしのそこく」
作詞：石山透 作曲：小六禮次郎 歌：プリンプリン（石川ひとみ）
劇中でプリンプリンが祖国や両親のことを想うシーンで効果的に使用されたプリンプリンの持ち歌。金曜日の本編最後のシーンでプリンプリンがこの曲を歌いだし、そのままエンディング曲としてスタッフロールが始まるという演出がなされた回が、ごく少数だが存在する。

### その他
- 2003年2月1日に放送された『あなたとともに50年 今日はテレビの誕生日 人形劇・大集合』でプリンプリン物語の特集が放送された[6]。
- 2013年2月11日放送の『ざわざわ森のがんこちゃんスペシャルショー』にプリンセス・プリンプリンとカセイジン、ボンボン、モンキー、オサゲが「ひょっこりひょうたん島」のキャラクターとともに特別出演した。
- 「プリンプリン物語」の放送が始まって約2か月後「子供番組なのに主人公の衣装の前が開きすぎている」という苦情が新聞に投書されたが、その後出演者全員の入浴シーン（プリンプリン姫は後姿のみ）を放送のエンディングに一度だけ登場させたら苦情が来なくなった。一度だけの放映のために作ったランカーの裸ボディが存在する。
- 2015年にNHK受信料を広く視聴者にわかってもらう目的で企画・製作された「受信寮の人々」の第3話「ざわざわ森編」に、プリンプリン、ルチ将軍が出演し、黒島結菜と共演をしている。

## 映像の保存状態・寄贈状況
本作の収録・放送に用いていた映像素材（マスターテープ）である2インチVTRは、放送後には保存されず使い回されるのが一般的であり、NHKが本格的に番組映像を保存するようになるのは1インチVTRを導入した1981年頃からで、こうした事情から本作品も、第1回を除く最初の2年分（1979年4月3日放送分から1981年3月13日放送分までの441回分）の映像が現存していなかった（⇒NHKアーカイブスを参照）。また、本放送時に何度か挿入された総集編もダイジェスト版のストーリーをその都度再演し製作されており、これもNHKに映像は現存していなかった。
そのため、2003年の再放送では、アルトコ市編やオサラムームー編、本放送当時人気を博したアクタ共和国編など初期から中期にかけてのエピソードが大幅に省略されることとなり、2003年4月8日の第2回放送でプリンプリンと花のアナウンサーが事情を説明しお詫びすると共に、省略された箇所の大まかな流れや、当時番組を見ていた視聴者へのインタビュー、後述の友永詔三が録画していたテープを借りる形で劇中歌を取り上げるなどの内容で構成された特別番組を放送。翌4月9日からは第443回（ドオンプリカ編）につながれた。
NHKでは、2009年冬頃から番組発掘プロジェクトの一環として当時の関係者や視聴者を対象に、現存しない1979年4月9日放送分から1981年3月13日放送分までの437回分（第6回 - 第442回）を録画したビデオ（エアチェック）の募集が行われている。
後述の通り、このプロジェクトにより当時のスタッフや視聴者から多数の映像が提供されている。これらの映像はVHSなど家庭用ビデオテープに録画されているため画質などは当時より劣るものの、2019年時点では全編未発見回1回、部分欠落回が5回の計6回分の欠落となっており、幻となっていた放送回の殆どが発見されNHKに収蔵されている。
寄贈された一部の映像はNHKアーカイブスの番組公開ライブラリーに所蔵され、各地のNHK放送局からオンデマンドで視聴することが可能である。

### 発掘・寄贈されたテープ
- 2012年、メインスタッフである人形作家の友永詔三が録画テープをNHKに提供[注釈 17]。第91回以降の305回分（一部の回を除く）の映像が確認された[9]。
- 2016年、人形操作を担当した伊東万里子が、自身の人形操作チェックのために録画していた数々の人形劇番組の録画テープを提供した事で、新たに第2回以降の初期の回25回分[注釈 18]が発見された[10]。ただし、提供された映像はあくまで伊東本人のチェック用に録画していたものであり、中には冒頭3分ほどしか録画されていない回もあるため、これらの分についても引き続き完全版の提供を呼びかけている[11]。
- 2016年8月、プロデューサーの中谷正尚が所有していた第1回〜第120回のベータマックステープが寄贈された。これは、中谷が同年7月末に亡くなり遺品整理の際に発見されたものであった[12][13]。
- 2017年、ボンボンとルチ将軍を演じた神谷明が録画テープを寄贈。神谷は、演じた当時から後世のために自身の出演作品を録画、保存していたことで自身のVHSライブラリーを持っており、その映像は番組の開始から終了まで完璧な形で録画され、保存状態も良好であった。これにより、未発見であった22回分のうち通常回9回分[注釈 19]と総集編2回分[注釈 20]に加え、欠落などで不完全だった11回分のうち6回分が補完されることとなった[14]。下記の通り、そのうち8回分は総集編であるため、本編のみで考えると残り3回分で全話揃うところまで到達した。
- 2018年、長野県在住の視聴者から、その母親が録画していたテープを寄贈したい趣の申し入れがあり、第132回〜第656回の放送分を録画したテープ24本が提供された。これらはベータテープ3倍速録画、一部回はオープニング部分をカットした状態だったが、一部欠落していた回の大半をこのテープから補完することに成功し、全編未発掘回が第265回の1回のみ、一部欠落回も残り5回分となった[15]。

後述のアンコールでは、第1回-第50回の初回放送分が初の再放映となった。

### NHK未保存回一覧
※2018年5月現在、計6回分。
オサラムームー編
第66回 「オサゲSOS!」(1)（1979年7月2日放送）- 末尾約1分欠落
マンガン王国編
第265回 「ねらわれたプリンプリンの命」(2)（1980年5月27日放送）- 全編保存なし
総集編
第314回「プリンプリンの思い出」(2)（1980年9月2日放送）- 末尾欠落
第317回「プリンプリンの思い出」(5)（1980年9月5日放送）- 末尾欠落
ケントッキー編
第408回「誘かいされたテリー」(1)（1981年1月26日放送）- 冒頭と末尾に欠落部分あり。
第411回「誘かいされたテリー」(4)（1981年1月29日放送）- 末尾に欠落部分あり。

## 放送データ
|        | 放送局              | 放送時間                      | 放送期間                      | 回数 |
| ------ | ------------------- | ----------------------------- | ----------------------------- | --- |
| 本放送 | NHK総合テレビジョン | 月曜日 - 金曜日 18:25 - 18:40 | 1979年4月02日 - 1982年3月19日 | 15分×656回 - 最終回に三波豊和による「NHK連続人形劇26年の歴史」が放送され、『チロリン村とくるみの木』から続いた人形劇シリーズのひとまずの最終作となった（半年後『人形劇 三国志』で再開）。 |
| 再放送 | NHK教育テレビジョン | 月曜日 - 木曜日 18:10 - 18:25 | 2003年4月07日 - 2004年1月15日 | 15分×215回 |
| 再放送 | NHK教育テレビジョン | 月曜日 - 木曜日 18:10 - 18:40 | 2004年1月19日 - 2004年2月16日 | 15分×215回 |
| 再放送 | NHK教育テレビジョン | 月曜日 - 木曜日 18:10 - 18:25 | 2004年2月17日 - 2004年3月25日 | 15分×215回 |
| 再放送 | NHK BSプレミアム    | 水曜日23:00 - 23:30           | 2017年7月5日 - 12月20日       | 15分×2回×25週 - BSプレミアムでは放送に先駆け、6月28日に特別番組『復活! プリンプリン物語〜伝説の人形劇“ここがスゴイ!”〜』（22:00 - 23:29）が放送された。司会は中山秀征（タレント）と武内陶子（NHKアナウンサー）が務め、ゲストとして石川ひとみ、神谷明、西村知美（タレント、元歌手）、松尾貴史（タレント）、丸岡いずみ（フリーアナウンサー・タレント）、夢眠ねむ（タレント・歌手〈でんぱ組.inc〉）が出演し、番組の想い出や魅力を語った。また、同番組で第1回から第50回までの再放送を決定、それ以降は「視聴者の反響を見て決める」と発表。 |
| 再放送 | NHK教育テレビジョン | 月曜日 22:50 - 23:20          | 2024年10月14日 -              | 15分×2回× - 現在放送中 第51回〜第90回は未放送(再放送枠も同様) 第91回〜第95回は2025年3月5日1:00 - 2:15と2025年4月5日14:30 - 15:45に放送。 第131～135回は第131～132回と第133～135回、第136～137回は編集版として放送。 |
| 再放送 | NHK教育テレビジョン | 火曜日 13:10 - 13:40          | 2024年10月15日 -              | 15分×2回× - 現在放送中 |

### 再放送
- 2003年4月7日 - 2004年3月26日、NHK教育テレビジョンで第1回および第443回 - 最終回が再放送
- 2006年4月 - 2007年1月にかけてカートゥーン ネットワークにてNHK教育テレビジョンと同回数が放送
- 2017年7月5日 - 2017年12月、BSプレミアムにて前述した番組発掘プロジェクトによって発掘された家庭用ビデオによる録画テープを用い、毎週水曜日23時 - 23時30分（2回連続放送）に再放送[18]。字幕放送を実施しており、プリンプリンの声は黄色、ボンボンの声は水色、カセイジンの声は緑色、その他は白で表示される。オープニング映像については2度（第1回 - 第30回、第31回 - 第39回（フィルム撮影映像）、第41回 - 第50回）変わっている。
  - 2017年での再放送では第2回以降は寄贈された家庭用テープのため、映像修復を施した画質で放送
  - 第32回 - 第34回でオサラムームー12.5世王の生い立ちを紹介するシーンで紙芝居に誤字があったため、『「一代紀」は「一代記」の誤りです 当時のまま放送します』とテロップ送出された。なお、ボンボン一世を紹介する第36回では「一代記」に修正されている。
  - 番組終了時、手動ワイプでキャラを囲むパターンと視聴者のイラスト紹介、左側に「またあした」（金曜日のみ「また来週」、休止期間中は放送日の案内、最終回では「おわり」）と本放送では送出されていたが、2003年の再放送と2017年の再放送では当該箇所の扱いが異なる。 2003年版では、第443回から使用されているオープニングの番組タイトル部を静止画にし、右下に「終 制作・著作/NHK（当時使用されていた「3つのたまご」ロゴ）」と表示したエンドクレジットを新規に作成して使用した（第1回と最終回を除く）。 2017年版、及びNHKオンデマンドでは本放送当時のものをベースに新規作成しており、第126回以降の視聴者のイラスト紹介の投稿者名の表示と「またあした（来週）」のテロップを削除し、エンドクレジットの「企画・制作/NHK」もNHKの旧ロゴ（1994年度まで使用されていた、角ばった感じのNHKロゴ）で新たに作り直したものになっている。前者は本放送当時と同じ帯放送ながら、本放送との曜日のズレや夏休みの長期休止期間が設けられないなどのスケジュールのズレが生じる為、後者では帯放送でない上に、1回の放送枠で2回分放送している為、そのままだと整合性が取れなくなる事から修正されたものだと思われる。2024年10月からのNHK Eテレでの再放送も、2017年版を再放送している。
  - 現在の放送コードでは不適切と思われる台詞が含まれる回が存在しており、公式ホームページには『当時の内容をそのまま放送します』と注釈が入っている。第45回終了後の意見と感想の宛て先(NHK放送センターの所在地は本放送当時から不変だが、当時の郵便番号が3桁、または5桁[注釈 22]に対して、再放送時点では7桁となっている)も修正無しでそのまま放送された[注釈 23]。
- 2024年10月14日（月曜日22時50分 - [19]）からEテレにて放送（翌日・火曜日13時10分 - から再放送）。上記、番組発掘プロジェクトにて発掘された第1回 - 第50回が地上波で再放送されるのは今回が初めてとなる[16]。2025年4月7日からアクタ共和国編（第96回 - ）が放送されている。BSプレミアム4Kでは3月17日から3月20日まで（第96回 - 第130回）9回連続で先行放送された。なお、第131回～第135回「ジプシーに変装する」はサブタイトル無しでの第131回～第132回と第133回～第135回の再構成版2回分、第136回～第137回「ルチ将軍暗殺計画」（1）（2）は再構成版1回分として放送された。

## 関連メディア

### 書籍
- 『白泉社のテレビまんが絵本 プリンプリン物語』山田ミネコ（1980年、白泉社）
放映当時に発売された絵本。漫画家の山田ミネコが作画を担当している。四色と二色刷。第1巻の表記はあるが、続巻は刊行されなかった。
- 『NHK連続人形劇のすべて』 池田憲章、伊藤秀明 編著（2003年4月10日、アスキー・メディアワークス、ISBN 4757714041） 
『チロリン村とくるみの木』、『ひょっこりひょうたん島』などに代表されるNHK連続人形劇を、最初期のシリーズから出版当時最新作だった『平家物語』まで網羅して、当時の製作風景や現存する人形の写真を中心に解説したムック本。人形作家や操演スタッフ、テーマ曲や挿入歌の作曲家や声の出演者などへのインタビュー、各作品の詳細データや各話のあらすじを網羅するなど、資料的な価値も高い。
- 『NHK連続人形劇 プリンプリン物語 メモリアル・ガイドブック』友永詔三 監修（2013年5月22日、河出書房新社、ISBN 4309274072） 
出版までおよそ10年の歳月を費やし満を持して2013年に発行された本番組を単独でとりあげた解説本。人形作家として登場するすべてのキャラクターを造形した友永詔三の監修による。レギュラーキャラクターの他、プリンプリン一行の訪問地ごとに登場したサブキャラクターたちの紹介、ストーリー解説、友永へのインタビュー記事が掲載されている。

### CD
- 『プリンプリン物語 ソング・ブック』（2004年9月22日、日本コロムビア、COCX-32881 - 32882）
主題歌や劇中の挿入歌を収めた2枚組CDアルバム。主題歌については放送時に使われたものに加えて、シングルとして発売されたバージョンの曲も収められている。放送終了時にスタッフの打ち上げパーティにおいて、関係者にのみ配布された記念音楽テープのマスター音源から収録されており、放送時に使用されたほとんどの挿入歌を網羅している（ただし劇中で繰り返し使用されたオリジナルバージョンのみの収録で、ある回において一度だけ使用された歌詞違いや、キャラ違いのバージョンは収録されていない）。本編劇の台詞収録スタジオで録音されたため、シングルとして発売された曲を除き、モノラル音源収録となっている。

### DVD
- 『人形劇クロニクルシリーズ VOL.6 プリンプリン物語 〜友永詔三の世界〜』（2003年3月21日、ASHB-1121）
- 『プリンプリン物語 花手箱<フラワーBOX> 〜デルーデル編&アクタ共和国総集編（前編）〜』（2004年6月25日、NBCユニバーサル・エンターテイメントジャパン、GNBA-9006）
- 『プリンプリン物語 デルーデル編 Vol.1 - 5』（2017年10月27日、NBCユニバーサル・エンターテイメントジャパンGNBA-9011 - 9015）
- 『プリンプリン物語 夢手箱<ドリームBOX> 〜ガランカーダ編&アクタ共和国総集編（後編）〜』（2004年8月25日、NBCユニバーサル・エンターテイメントジャパン、GNBA-9007）
- 『プリンプリン物語 ガランカーダ編 Vol.1 - 4』（2017年10月27日、NBCユニバーサル・エンターテイメントジャパン、GNBA-9016 - 9019）